# Luxemburger Jugendherbergszentrale

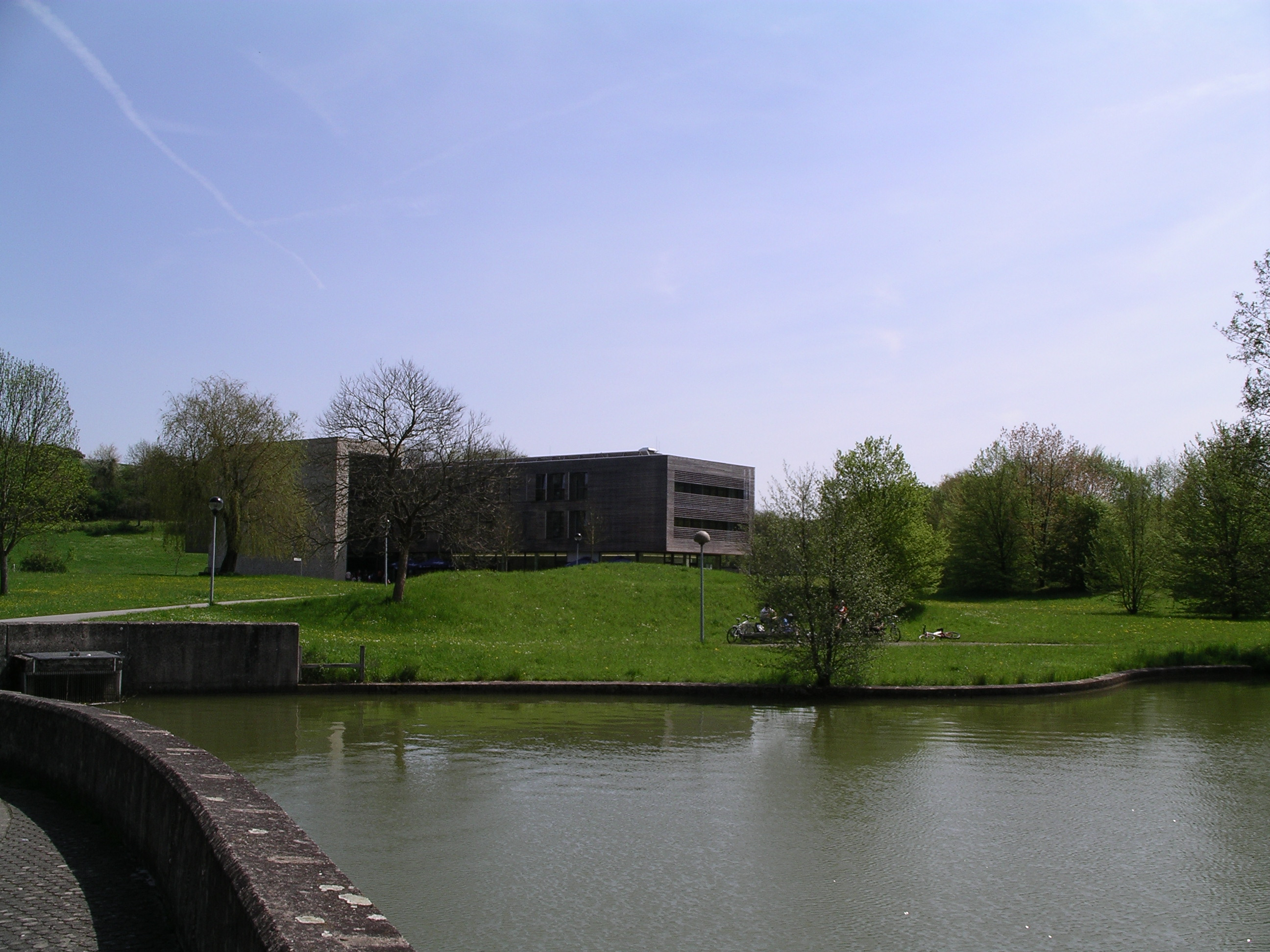
Am See in Echternach

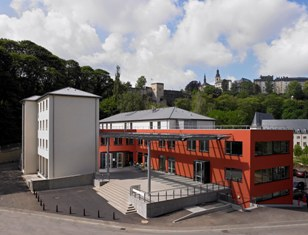
Jugendherberge in Luxemburg-Stadt

Die Luxemburger Jugendherbergszentrale (fr: Centrale des auberges de jeunesse luxembourgeoises) ist ein nichtkommerzieller Verein, der in Luxemburg Jugendherbergen betreibt. Er ist Mitglied des Dachverbandes Hostelling International und wurde 1946 gegründet. Aktuell betreibt der Verein zehn Jugendherbergen mit zusammen 1.097 Betten. 2007 verzeichnete der Verein 141.452 Übernachtungen sowie 3.665 Mitglieder.

## Jugendherbergen in Luxemburg heute
- Befort (62 Betten, ganzjährig geöffnet)
- Echternach (118 Betten, ganzjährig geöffnet)
- Hollenfels (aktuell geschlossen wegen Renovierungsarbeiten)
- Fels (77 Betten, ganzjährig geöffnet)
- Lultzhausen (111 Betten, nicht ganzjährig geöffnet)
- Luxemburg (Stadt) (249 Betten, ganzjährig geöffnet)
- Schengen/Remerschen (138 Betten, ganzjährig geöffnet)
- Vianden (66 Betten, nicht ganzjährig geöffnet)

## Geschichte der luxemburgischen Jugendherbergen

### Gründung der luxemburgischen Jugendherbergsliga
Während Richard Schirrmann bereits 1912 die erste ständige Jugendherberge der Welt in Deutschland eröffnete und ab 1920 weitere Jugendherbergsverbände in anderen Ländern entstanden, wurde die erste Jugendherberge in Luxemburg erst 1933 eröffnet. Auf Initiative von Professor P. J. Müller und des damaligen Generalsekretärs des Verbandes der Städte und Fremdenverkehrszentren des Großherzogtums, Jérôme Anders, entstand die erste ganzjährig geöffnete Herberge mit jeweils 34 Betten für Jungen und für Mädchen in einer unbewohnten Villa der Steinforter Eisenhütte inmitten der Ortschaft. Obwohl sich die touristische Saison bei der Eröffnung schon ihrem Ende zuneigte, zählte man bereits im ersten Jahr 54 Übernachtungen. Am 19. April 1934 fand die Gründungsversammlung der Ligue nationale luxembourgeoise pour les auberges de la jeunesse statt. Schon kurz nach der Gründung wurde dem neuen Jugendwerk seitens des großherzoglichen Hofes die Schirmherrschaft von Prinz Jean und Prinzessin Elisabeth zugesagt. Die Regierung sowie die Firma Arbed unterstützten die Tätigkeit der Liga, erstere mit einem Zuschuss von 3.000 Franken als Starthilfe, letztere mit einem Geschenk von 250 Stahlbetten. Auch wurden die Bemühungen um weitere Herbergseröffnungen intensiviert. So öffnete 1934 eine zweite Jugendherberge in einer alten Schule in Remich sowie weitere in Clerf und in der Burg von Mersch. Zu dieser Zeit revolutionär war die Aufnahme von Jungen und Mädchen in einem Gebäude, auch wenn die Schlafräume streng getrennt waren. Die Luxemburger Jugendherbergs-Liga wurde umgehend Vollmitglied der International Youth Hostel Federation.

Neimille bei Bilschdref

1935 wurde eine weitere Herberge im Stadion der Stadt Luxemburg eröffnet. Daneben überließ die Stadt der Jugendherbergs-Liga auch einen Büroraum in einem ihrer Gebäude. Im gleichen Jahr kamen noch Jugendherbergen in Martelingen und Wiltz hinzu. 1936 folgten die Schüttburg bei Kautenbach mit über 200 Betten als größte Herberge des Landes und die Herbergen Born und Rodingen, sowie 1937 in Vianden. Mittlerweile existierte auch ein Jugendherbergsverzeichnis für das Großherzogtum und die Liga durfte eine Sendung im damals noch neuen Medium Radio gestalten. Die Übernachtungszahlen verdoppelten sich von 8.770 in 1936 auf 16.290 im Jahre 1937.
Ebenso bedeutsam war die Gründung eines Clubs der Jugendherbergs-Benutzer (den sogenannten „Ajisten“) am 9. Oktober 1939. Der Club verfolgte das Ziel, die Jugendherbergen durch das Angebot von Animation und Aktivitäten zu beleben.
Obwohl die Liga unter dem Vorsitz von P. J. Müller stand, gilt der spätere Vorsitzende Carlo Hemmer als die treibende Kraft während der Gründungsphase der Vereinigung, die im ersten Jahr schon 309 Mitglieder zählte. Im Frühjahr 1940 erschien, trotz des Ausbruchs des Zweiten Weltkrieges, auf Initiative Carlo Hemmers die erste Ausgabe des „De Kompass“, des offiziellen Organs der Luxemburger Nationalliga für Jugendherbergen.

### Neugründung nach dem Zweiten Weltkrieg
Mit der Besetzung des Großherzogtums am 10. Mai 1940 durch die Wehrmacht wurde auch der steten Entwicklung des Jugendherbergswerks ein Ende gesetzt. Carlo Hemmer machte dem internationalen Verband folgende schriftliche Mitteilung: „1940 - Auflösung durch die deutsche Besatzungsmacht und Beschlagnahmung des gesamten Vermögens einschliesslich des Archivs, Zweckentfremdung der Häuser“.
1945, nach der Befreiung Luxemburgs durch die US-Streitkräfte, war vom Jugendherbergsnetzwerk der Vorkriegszeit nichts mehr übrig geblieben. Die Häuser waren entweder zerstört oder zweckentfremdet. Doch schon im gleichen Jahr, noch vor dem Ende der Kampfhandlungen, begannen einige frühere Mitglieder den Wiederaufbau des internationalen Verbandes in die Wege zu leiten.
Auch in Luxemburg hatten frühere Ajisten sich daran gemacht, die Jugendherbergsbewegung wieder aufzubauen, um der Jugend ein Netzwerk an politisch neutralen Unterkünften anzubieten, in denen Toleranz und Völkerverständigung zum Leitbild gehörten.
Das erste Herbergsnetz der Nachkriegszeit bestand aus den sechs Unterkünften: Ettelbrück, Luxemburg Pfaffenthal, Neumühle, Rodange, Wiltz und für kurze Zeit auch wieder Born. Mit diesen sechs Herbergen und insgesamt nur 148 Betten wurden 1946 bereits 10.446 Übernachtungen erzielt, hauptsächlich durch Belgier, die zu dieser Zeit als einzige Nation problemlos nach Luxemburg einreisen durften.
Im November 1946 berief das provisorische Komitee die Gründungsversammlung des zu erneuernden Luxemburger Herbergswerks ein. Als neue Bezeichnung der früheren Ligue nationale luxembourgeoise pour les auberges de jeunesse wählte man den bis heute gültigen Namen Centrale des auberges de jeunesse luxembourgeoises (CAJL).
1947 konnte die alte Herberge in Vianden wiedereröffnet werden, und in Echternach und Clerf wurden Holzbaracken aus den Militärbeständen der Kriegszeit als Übergangslösung zur Verfügung gestellt. 1948 bot sich die Gelegenheit, das nach dem Krieg leerstehende und vom Verfall bedrohte Schloss in Hollenfels für damals beachtliche 2.700 Franken im Monat zu mieten. In Arbeitstrupps machten sich die Ajisten daran, das Schloss in ihrer Freizeit eigenhändig soweit herzustellen, dass es ab 1949 wieder Gäste aufnehmen konnte.
1949 wurde der erste vollberufliche Mitarbeiter für das Sekretariat angestellt. Inmitten der Weinberge von Grevenmacher kam eine zehnte Herberge hinzu. Infolgedessen stiegen bereits 1949 die Mitgliedszahlen von 457 auf 733 und die Übernachtungszahlen von 19.159 auf 33.551.

### Konservative Kritik
Trotz des einsetzenden Erfolges wurden die Jugendherbergen von Seiten konservativer Kreise kritisch beurteilt. So warf man ihnen eine politisch linke Ausrichtung vor, obwohl der Verein mit Pierre Frieden über einen anerkannten Politiker als Vorsitzenden verfügte. Vor allem die gemeinsame Aufnahme von Jungen und Mädchen wurde von konservativen Kreisen scharf kritisiert.
Dennoch besuchten auch katholische Geistliche weiterhin die Jugendherbergen, wie beispielsweise der Pfarrer von Befort, der später als Präsident des Beforter Syndicat d’initiative die erste Jugendherberge seiner Ortschaft eröffnete.

### „Youth Argosy“-Projekt
Durch das US-luxemburgische „Youth Argosy“-Projekt geriet die Jugendherbergsvereinigung in starke Turbulenzen. Im Jahre 1950 wurde das Schloss von Hollenfels vorübergehend als normale Jugendherberge geschlossen und nahm ein amerikanisches, eigens gegründetes International Friendship Center auf.

### Blütezeit des Ajissem
1950/1951 entging der Verein nur knapp dem Bankrott sowie der Auflösung. Im Gegenzug begann eine „goldene Zeit der Jugendherbergsbewegung“ durch gemeinsames Wirken von Carlo Hemmer (zuerst als Vize-Präsident, später als Präsident) und Ed Nicolay als hauptamtlichen Sekretär. 1952 kamen zwei weitere Jugendherbergen dazu: Die Herberge von Burglinster in einem Herrschaftshaus des 18. Jahrhunderts, sowie die Herberge von Befort in einem Barackenbau der Nachkriegszeit aus Fertigbetonteilen. In Echternach ersetzte die Gemeinde die als provisorische Jugendherberge fungierende Notbaracke durch ein neues und größeres Gebäude im Stadtzentrum. Auch in Bettborn existierte von 1959 bis 1970 eine schlichte Herberge.
Das Schloss von Hollenfels wurde vom Staat gekauft und den Jugendherbergen zu einem symbolischen Mietpreis zu überlassen. 1955 verlor die Bewegung jedoch eine ihrer beliebtesten Jugendherbergen, die Neumühle an der Obersauer, da diese zum Stausee aufgestaut wurde. Für den Verlust des Gebäudes revanchierte sich der Staat 1968 großzügig durch die Bereitstellung eines Grundstückes und eine finanzielle Unterstützung des Baus der Jugendherberge am Seeufer in Lultzhausen. Weitere Standorte wurden durch Aus- oder Umbauten attraktiver gestaltet.
Bedeutsam für die Jugendpolitik war die von der Jugendherbergsbewegung geforderte Gründung des Nationalen Jugenddienstes (SNJ) 1964. Diese gewann so einen wichtigen Partner in der Organisation von außerschulischen Tätigkeiten und der Ausbildung von Jugendbetreuern. Im Jahre 1968 wurde auch das Schloss Hollenfels umgebaut und die Jugendherberge in die bereits renovierten Gebäude des früheren Gutshofs verlegt. Nach der Renovierung im Jahre 1975 wurde das Schloss zum Sitz des Ökologie- und Jugendzentrums Hollenfels, welches in enger Zusammenarbeit mit der Jugendherberge naturkundliche Kurse für Klassen und Gruppen anbietet.
Mitte der 1970er Jahre überstieg die Zahl der Übernachtungen regelmäßig die 100.000 und die Zahl der Mitglieder erreichte die 4.000. Wie auch in anderen Ländern entwickelte sich in Luxemburg ein stetiges Wachstum an Übernachtungen, welches den wirtschaftlichen Betrieb der Einrichtungen ermöglichte.

### Krise in den 1980er Jahren
In den 1980er Jahren entwickelten sich die Übernachtungszahlen rückläufig. So musste 1981 die Jugendherberge in Clerf aus Sicherheitsgründen geschlossen werden, wodurch im Norden des Landes eine große Lücke im Herbergsangebot entstand. Auch der Standort Rodingen wurde 1982 geschlossen.
Zwar feierte die Herbergsbewegung 1984 ihr 50-jähriges Bestehen, jedoch wurden die Feierlichkeiten durch den angekündigten Rücktritt des langjährigen Vorsitzenden Carlo Hemmer getrübt. Um der andauernden Besucherflaute entgegenzuwirken, wurden die teilweise rigiden Hausordnungen in Frage gestellt und aufgelockert. Weitere Freizeitprogramme wurden entwickelt oder von Partnern wie dem Service national de la jeunesse, dem Service des sports oder der Groupe animateur in den einzelnen Herbergen angeboten. So erreichten die Übernachtungszahlen wieder die 100.000 pro Jahr. Ein eigener Reisedienst half den Jugendlichen bei der Planung und Buchung ihrer Auslandsaufenthalte.
Bedeutsam für die weitere Entwicklung der Jugendherbergsbewegung war die Gründung der Fondation Lëtzebuerger Jugendherbergen auf Initiative von Carlo Hemmer im Jahre 1986. Diese Stiftung, die später den Namen ihres Gründers übernahm und zu wesentlichen Teilen auch von Geldern aus der Nachlassenschaft von Carlo Hemmer gespeist wurde, trug zur wirtschaftlichen Stabilisierung bei. Durch sie wurden die größeren Renovierungs- und Sanierungsarbeiten ermöglicht und Projekte in Zusammenhang mit Klassenfahrten oder Animationsaktivitäten unterstützt. Ferner wurde die offizielle Altersobergrenze von 26 Jahren abgeschafft. Zwar bildeten weiterhin Kinder und Jugendliche die Zielgruppe, doch sollte jeder für sich selbst entscheiden können, ob er sich zu dieser Gruppe zugehörig fühlte oder nicht. Gegen Ende der 1980er konnte das Netz der Jugendherbergen ausgebaut werden. 1989 öffnete eine Jugendherberge in Ulflingen. Auch in Wiltz entstand im gleichen Jahr eine Herberge in den Gebäuden der früheren Brauerei. 1992 wurde ein Ferienheim in Fels zur Jugendherberge umfunktioniert. Die Jugendzentren im Marienthal (1992) und in Eisenborn (1996) wurden zusammen mit dem Service national de la jeunesse geleitet. Durch den Ausbau des Netzes aber auch durch die steigende Attraktivität der Hauptstadt entwickelten sich die Übernachtungszahlen wieder positiv. 1993 wurde mit rund 130.000 Übernachtungen ein neuer Rekord aufgestellt. Begünstigt wurde diese Entwicklung durch die seit 1992 hinzukommenden Bürgerkriegsflüchtlinge aus dem ehemaligen Jugoslawien, die eine provisorische Unterkunft in Jugendherbergen fanden.
In Anbetracht des wiederkehrenden Erfolges der Bewegung wurde es versäumt, notwendige finanzielle Reserven anzulegen. Ebenso änderten sich die Bedürfnisse der klassischen Klientel in Hinblick auf Komfort und Service rapide. Statt großer Schlafsäle waren vermehrt kleinere Zimmer und zeitgemäßere sanitäre Anlagen gewünscht. Auch bevorzugten die Gäste statt einfacher Herbergskost eine ausgewogene und gesunde Ernährung zu flexiblen Zeiten. Tätigkeiten wie das Geschirrspülen oder das Mitbringen eigener Bettwäsche wurden zunehmend abgelehnt. Verschärft wurde dies durch eine restriktivere nationale Gesetzgebung in Hinblick auf die Sicherheit in den Übernachtungseinrichtungen für Jugendliche sowie durch die Anhebung der Minimalstandards der internationalen Jugendherbergsföderation. Im Klartext hieß dies, dass viele Jugendherbergen in Luxemburg ohne wesentliche Renovierungsmaßnahmen keine Zukunft haben würden. Das Ergebnis einer Studie aus dem Jahre 1995 machte radikale Restrukturierungsmaßnahmen erforderlich. Zusammen mit der negativen Entwicklung der Übernachtungs- und Mitgliederzahlen trugen sie dazu bei, dass sich die Stimmung innerhalb der Vereinigung verschlechterte.

### Erneuerung und Modernisierung ab Mitte der 1990er Jahre

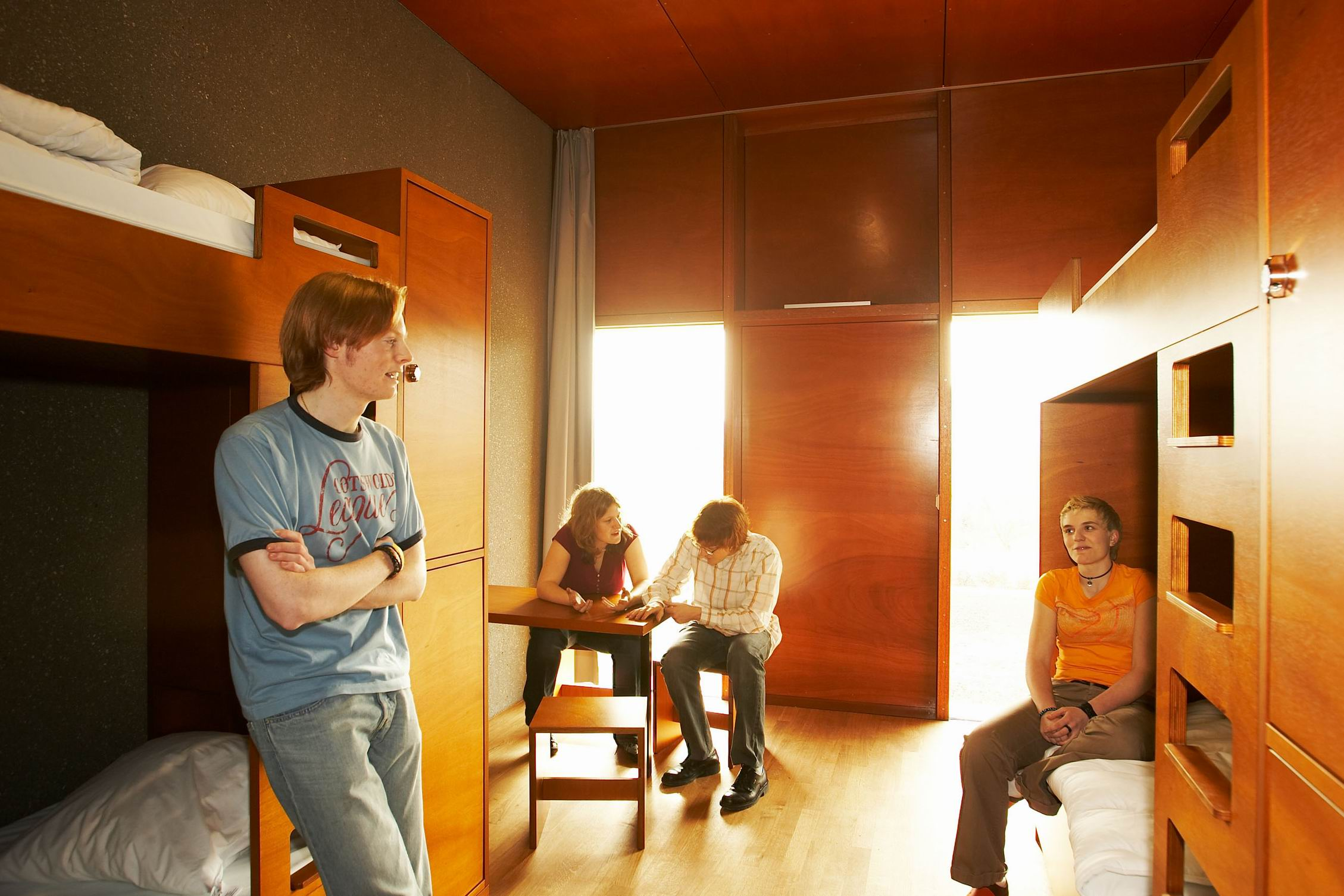
Jugendherberge Remerschen innen

Während der Jahreshauptversammlung 1996 wurde der Vorstand abgelöst. Der neu gewählte Vorstand verschrieb sich einer Professionalisierung der gesamten Struktur, der Modernisierung der Infrastrukturen und einer Verstärkung des Marketings. Auch innerhalb des Sekretariats folgten personelle Veränderungen. In Gesprächen mit den jeweiligen Besitzern der Jugendherbergen (Staat oder Gemeinden) wurden notwendige Renovierungsmaßnahmen eingeleitet. Werbung im In- und Ausland wurde verstärkt und die Finanzabteilung einer Restrukturierung unterworfen, um eine bessere und schnellere Kontrolle der finanziellen Situation zu ermöglichen.
Auf Grund der Bedeutung eines gut funktionierenden Jugendherbergsnetzes für Tourismus und Jugendarbeit konnten politische Verantwortliche in Ministerien und Gemeinden gewonnen werden. So entstand mit Hilfe von Staat und Gemeinden ein umfangreiches Programm zur Renovierung und zum Neubau von Jugendherbergen. Bereits 2001 konnte die in Rekordzeit erbaute Jugendherberge in Lultzhausen eröffnet werden. Im gleichen Jahr wurde die 1997 aus Sicherheitsgründen geschlossene Herberge in Burglinster nach gelungener Renovierung wiedereröffnet. Weitere Maßnahmen folgten: Die Neueröffnung nach Renovierung der Jugendherberge in Vianden (2004), Fertigstellung des Anbaus in Wiltz (2005), Eröffnungsfeier nach komplettem Umbau der Jugendherberge in Luxemburg-Stadt (2005), Einweihung der neuerbauten Jugendherberge mit Sportinfrastrukturen am Echternacher See (2006) und Inbetriebnahme eines neuen Standortes in Remerschen an der Mosel (2007). Zudem übernahmen die Jugendherbergen vermehrt Aufgaben im sozialen Bereich und als Dienstleister in den jeweiligen Gemeinden, zum Beispiel durch die Leistung von Betreuungsstrukturen für Kinder (maison relais, crèche) und Jugendhäuser oder durch den Betrieb von Schulkantinen. Aus wirtschaftlichen und sicherheitstechnischen Gründen schlossen die Herbergen in Ulflingen (2000), Grevenmacher (2003) und Ettelbrück (2004).
Die Einführung eines modernen Reservierungs- und Buchhaltungsprogramms mit der Möglichkeit der Internetbuchungen, die weitere Qualifizierung und Weiterbildung der Mitarbeiter, das Anstreben von Qualitätsstandards und der Ausbau der Programmangebote waren Voraussetzung für das Rekordergebnis von 141.452 Übernachtungen 2007.

## Liste der Präsidenten von CAJL
- 1946–1959: Pierre Frieden
- 1960–1984: Carlo Hemmer
- 1984–1986: Gaby Muller-Künsch
- 1986–1996: Carlo Meintz
- 1996–2005: Guy Schintgen
- seit 2005: Romain Weis

## Soziale Einrichtungen
Seit 2004 leitet die Zentrale zusammen mit den Gemeinden verschiedene soziale Einrichtungen. Diese Häuser haben alle ein Abkommen mit dem Institut für Familie und Integration. Die Einrichtungen sind im Einzelnen:
- Kindertagesstätte Krunnemécken
- Kindertagesstätte Remerschen
- Jugendhaus Vianden
- Jugendhaus Larochette
- Kindertagesstätte Beaufort
- Kindertagesstätte Larochette

## Auszeichnungen
Von den Teilnehmern des Online-Reservierungsdienstes hi-hostels.com wurden die luxemburgischen Jugendherbergen 2007 und 2008 mit 85 % bzw. 86 % Zustimmung zu den Besten aller teilnehmenden Verbände gewählt. 2007 wurden die Luxemburger Jugendherbergen mit dem dritten Platz des Design Management Europe Award in der Kategorie Non-governmental organisations & Non-profit organisations ausgezeichnet. Die Jugendherbergen Hollenfels, Lultzhausen und Luxemburg sind zudem Träger des vom Tourismus- und Umweltministerium vergebenen EcoLabels für besonders umweltbewusstes Betriebsmanagement.